# Campeonato Sub-19 femenino de la AFC de 2017
El Campeonato Sub-19 femenino de la AFC 2017 (en inglés 2017 AFC U-19 Women's Championship™ China) es la novena edición del Campeonato Asiático Sub-19 Femenino. Después de una fase clasificatoria participaron ocho equipos de la AFC. El torneo se llevó a cabo en China.
Los 3 primeros equipos de la fase final del grupo clasificaron para la Copa Mundial Femenina de Fútbol Sub-20 de 2018.

## Sistema de competición
Los 8 equipos participantes se dividieron en 2 grupos de cuatro equipos cada uno en un sistema de todos contra todos a una sola rueda, clasificándose a semifinales los 2 primeros de cada grupo.

## Primera ronda

### Grupo A
| Equipo          | Pts | PJ | PG | PE | PP | GF | GC | Dif |
| --------------- | --- | -- | -- | -- | -- | -- | -- | --- |
| Corea del Norte | 9   | 3  | 3  | 0  | 0  | 13 | 0  | +13 |
| China           | 6   | 3  | 2  | 0  | 1  | 4  | 2  | +2  |
| Uzbekistán      | 1   | 3  | 0  | 1  | 2  | 2  | 6  | -4  |
| Tailandia       | 1   | 3  | 0  | 1  | 2  | 2  | 13 | -11 |

| 15 de octubre de 2017, 15:00 (UTC+8) | China                                   | 2:0 (1:0) | Uzbekistán | Jiangning Sports Center, Nankín                         |                                                         |
|                                      | Chen Yuanmeng 19' · Liu Jing 61' (pen.) | Reporte   |            | Asistencia: 750 espectadores Árbitro(s): Oh Hyeon-jeong | Asistencia: 750 espectadores Árbitro(s): Oh Hyeon-jeong |

| 15 de octubre de 2017, 19:00 (UTC+8) | Corea del Norte | 9:0 (5:0) | Tailandia | Jiangning Sports Center, Nankín                        |                                                        |
|                                      | Sung Hyang-sim 12', 45+1', 47', 69' · Kim Pom-ui 19' (pen.) · Ri Hae-yon 39' 64' · Ju Hyo-sim 45+2' · An Song-ok 82' | Reporte   |           | Asistencia: 358 espectadores Árbitro(s): Kate Jacewicz | Asistencia: 358 espectadores Árbitro(s): Kate Jacewicz |

| 18 de octubre de 2017, 15:00 (UTC+8) | Tailandia | 0:2 (0:1) | China                               | Jiangning Sports Center, Nankín                          |                                                          |
|                                      |           | Reporte   | 29' (a.g.) Tipkritta · 72' Liu Jing | Asistencia: 465 espectadores Árbitro(s): Thein Thein Aye | Asistencia: 465 espectadores Árbitro(s): Thein Thein Aye |

| 18 de octubre de 2017, 19:00 (UTC+8) | Uzbekistán | 0:2 (0:1) | Corea del Norte                | Jiangning Sports Center, Nankín                          |                                                          |
|                                      |            | Reporte   | 9' Ju Hyo-sim · 58' Kim Pom-ui | Asistencia: 182 espectadores Árbitro(s): Kajiyama Fusako | Asistencia: 182 espectadores Árbitro(s): Kajiyama Fusako |

| 21 de octubre de 2017, 15:00 (UTC+8) | China | 0:2 (0:2) | Corea del Norte                | Jiangning Sports Center, Nankín                        |                                                        |
|                                      |       | Reporte   | 3' An Song-ok · 28' Ri Hae-yon | Asistencia: 617 espectadores Árbitro(s): Kate Jacewicz | Asistencia: 617 espectadores Árbitro(s): Kate Jacewicz |

| 21 de octubre de 2017, 15:00 (UTC+8) | Tailandia                    | 2:2 (1:1) | Uzbekistán            | Jiangsu Training Base Stadium, Nankín                   |                                                         |
|                                      | Kanyanat 45+1' · Orrapan 71' | Reporte   | 9', 66' Khabibullaeva | Asistencia: 40 espectadores Árbitro(s): Kajiyama Fusako | Asistencia: 40 espectadores Árbitro(s): Kajiyama Fusako |

### Grupo B
| Equipo        | Pts | PJ | PG | PE | PP | GF | GC | Dif |
| ------------- | --- | -- | -- | -- | -- | -- | -- | --- |
| Japón         | 9   | 3  | 3  | 0  | 0  | 15 | 1  | +14 |
| Australia     | 6   | 3  | 2  | 0  | 1  | 8  | 7  | +1  |
| Corea del Sur | 3   | 3  | 1  | 0  | 2  | 5  | 4  | +1  |
| Vietnam       | 0   | 3  | 0  | 0  | 3  | 2  | 18 | -16 |

| 16 de octubre de 2017, 15:00 (UTC+8) | Corea del Sur | 0:2 (0:0) | Australia                                    | Jiangsu Training Base Stadium, Nankín              |                                                    |
|                                      |               | Reporte   | 70' Remy Siemsen · 90+3' Princess Ibini-Isei | Asistencia: 150 espectadores Árbitro(s): Qin Liang | Asistencia: 150 espectadores Árbitro(s): Qin Liang |

| 16 de octubre de 2017, 19:00 (UTC+8) | Japón                                                                                            | 8:0 (3:0) | Vietnam | Jiangning Sports Center, Nankín                      |                                                      |
|                                      | Jun Endo 3' · Nana Ono 30' · Riko Ueki 33' · Saori Takarada 53', 59', 67' · Mizuka Sato 57', 73' | Reporte   |         | Asistencia: 285 espectadores Árbitro(s): Ri Hyang-ok | Asistencia: 285 espectadores Árbitro(s): Ri Hyang-ok |

| 19 de octubre de 2017, 15:00 (UTC+8) | Vietnam | 0:5 (0:2) | Corea del Sur                                               | Jiangsu Training Base Stadium, Nankín                 |                                                       |
|                                      |         | Reporte   | 8' Mun Eun-ju · 23', 74', 85' Kim So-eun · 58' Kim Eun-soul | Asistencia: 60 espectadores Árbitro(s): Anna Sidorova | Asistencia: 60 espectadores Árbitro(s): Anna Sidorova |

| 19 de octubre de 2017, 19:00 (UTC+8) | Australia        | 1:5 (1:0) | Japón                                                                                     | Jiangning Sports Center, Nankín                      |                                                      |
|                                      | Remy Siemsen 13' | Reporte   | 51' Asato Miyagawa · 58' Honoka Hayashi · 66' Hinata Miyazawa · 72', 90+3' Saori Takarada | Asistencia: 561 espectadores Árbitro(s): Ri Hyang-ok | Asistencia: 561 espectadores Árbitro(s): Ri Hyang-ok |

| 22 de octubre de 2017, 15:00 (UTC+8) | Japón                            | 2:0 (0:0) | Corea del Sur | Jiangning Sports Center, Nankín                    |                                                    |
|                                      | Mami Muraoka 49' · Oto Kanno 81' | Reporte   |               | Asistencia: 318 espectadores Árbitro(s): Qin Liang | Asistencia: 318 espectadores Árbitro(s): Qin Liang |

| 22 de octubre de 2017, 15:00 (UTC+8) | Australia                                                      | 5:2 (3:0) | Vietnam                          | Jiangsu Training Base Stadium, Nankín                    |                                                          |
|                                      | Remy Siemsen 5' · Rachel Lowe 13' · Alex Chidiac 28', 69', 72' | Reporte   | 50' Tuyết Ngân · 81' Hà Thị Nhài | Asistencia: 130 espectadores Árbitro(s): Thein Thein Aye | Asistencia: 130 espectadores Árbitro(s): Thein Thein Aye |

## Segunda fase
|  | Semifinales     | Semifinales   |   |               | Final           | Final         |  |
|  | 25 de octubre   | 25 de octubre |   |               | 28 de octubre   | 28 de octubre |  |
|  |                 |               |   |               |                 |               |  |
|  |                 |               |   |               |                 |               |  |
|  | Corea del Norte | 3             |   |               |                 |               |  |
|  | Australia       | 0             |   |               |                 |               |  |
|  |                 |               |   |               |                 |               |  |
|  |                 |               |   |               |                 |               |  |
|  |                 |               |   |               | Corea del Norte | 0             |  |
|  |                 | Japón         | 1 |               |                 |               |  |
|  |                 |               |   |               |                 |               |  |
|  |                 |               |   |               |                 |               |  |
|  |                 |               |   |               | Tercer lugar    |               |  |
|  |                 |               |   | 28 de octubre |                 |               |  |
|  | Japón           | 5             |   | Australia     | 0               |               |  |
|  | China           | 0             |   |               | China           | 3             |  |

### Semifinales
| 25 de octubre de 2017, 15:00 (UTC+8) | Corea del Norte                                | 3:0 (2:0) | Australia | Jiangning Sports Centre Stadium, Nankín                  |                                                          |
|                                      | Kim Pom-ui 9' (pen.) · Sung Hyang-sim 28', 65' | Reporte   |           | Asistencia: 261 espectadores Árbitro(s): Thein Thein Aye | Asistencia: 261 espectadores Árbitro(s): Thein Thein Aye |

| 25 de octubre de 2017, 19:00 (UTC+8) | Japón                                                                                | 5:0 (0:0) | China | Jiangning Sports Centre Stadium, Nankín                 |                                                         |
|                                      | Hinata Miyazawa 47', 48' · Chen Qiaozhu 61' (a.g.) · Riko Ueki 64' · Rina Mehara 85' | Reporte   |       | Asistencia: 780 espectadores Árbitro(s): Oh Hyeon-jeong | Asistencia: 780 espectadores Árbitro(s): Oh Hyeon-jeong |

### Tercer puesto
| 28 de octubre de 2017, 15:00 (UTC+8) | Australia | 0:3 (0:1) | China                                      | Jiangning Sports Centre Stadium, Nankín              |                                                      |
|                                      |           | Reporte   | 20' He Luyao · 53' Xie Qiwen · 54' Jin Kun | Asistencia: 843 espectadores Árbitro(s): Ri Hyang-ok | Asistencia: 843 espectadores Árbitro(s): Ri Hyang-ok |

### Final
| 28 de octubre de 2015, 19:00 (UTC+8) | Corea del Norte | 0:1 (0:0) | Japón         | Jiangning Sports Centre Stadium, Nankín            |                                                    |
|                                      |                 | Reporte   | 50' Riko Ueki | Asistencia: 913 espectadores Árbitro(s): Qin Liang | Asistencia: 913 espectadores Árbitro(s): Qin Liang |

| Bandera de Japón |
| Campeona Japón   |
| Quinto título    |

### Clasificadas a la Copa Mundial Femenina de Fútbol Sub-20
| Bandera de Japón | Bandera de Corea del Norte | Bandera de la República Popular China |
| Japón            | Corea del Norte            | China                                 |

## Premios y reconocimientos
Premios otorgados por la AFC al terminar el torneo.
| Jugadora       | Selección       |
| -------------- | --------------- |
| Sung Hyang-sim | Corea del Norte |

| Jugadora       | Selección       |
| -------------- | --------------- |
| Sung Hyang-sim | Corea del Norte |

| Selección |
| --------- |
| Japón     |

## Estadísticas

### Máximas goleadoras
| Sung Hyang-sim                              | Corea del Norte | 6 |
| Saori Takarada                              | Japón           | 5 |
| Alex Chidiac                                | Australia       | 3 |
| Remy Siemsen                                | Australia       | 3 |
| Hinata Miyazawa                             | Japón           | 3 |
| Riko Ueki                                   | Japón           | 3 |
| Kim Pom-ui                                  | Corea del Norte | 3 |
| Ri Hae-yon                                  | Corea del Norte | 3 |
| Kim So-eun                                  | Corea del Sur   | 3 |
| Liu Jing                                    | China           | 2 |
| Mizuka Sato                                 | Japón           | 2 |
| An Song-ok                                  | Corea del Norte | 2 |
| Ju Hyo-sim                                  | Corea del Norte | 2 |
| Diyorakhon Khabibullaeva                    | Uzbekistán      | 2 |
| Última actualización: 29 de octubre de 2017 |                 |   |

| Princess Ibini       | Australia     | 1 |
| Rachel Lowe          | Australia     | 1 |
| Chen Yuanmeng        | China         | 1 |
| He Luyao             | China         | 1 |
| Jin Kun              | China         | 1 |
| Xie Qiwen            | China         | 1 |
| Jun Endo             | Japón         | 1 |
| Honoka Hayashi       | Japón         | 1 |
| Oto Kanno            | Japón         | 1 |
| Rina Mehara          | Japón         | 1 |
| Asato Miyagawa       | Japón         | 1 |
| Mami Muraoka         | Japón         | 1 |
| Nana Ono             | Japón         | 1 |
| Kim Eun-soul         | Corea del Sur | 1 |
| Mun Eun-ju           | Corea del Sur | 1 |
| Kanyanat Chetthabutr | Tailandia     | 1 |
| Orrapan Bungthong    | Tailandia     | 1 |
| Hà Thị Nhài          | China         | 1 |
| Tuyết Ngân           | China         | 1 |